# Пушкино (Медынский район)
Пушкино — деревня в Медынском районе Калужской области России. Входит  в сельское поселение «Деревня Михеево». Находится на реке Хохловка.

## Этимология
Раннее называлось в честь пустовой церковной земли Покровской, где помещики Буланины поставили  деревню Покровскую (Образцово).

## История
В Атласе Калужского наместничества 1782 года на этом месте обозначена деревня Покровская, принадлежавшая Петру и Ивану Михайловичам Буланиным, и церковная земля с 16 дворами и 76 жителями.
По данным на 1859 год Покровская (Пушкина) — владельческая деревня Медынского уезда, расположенная по левую сторону от Московско-Вашавского шоссе. В ней 20 дворов и 216 жителя.
После реформ 1861 года вошла в Адуевскую волость. Население в 1892 году — 264 человека, в 1913 году — 435 человек.

## Население
| 2002 | 2010 |
| ---- | ---- |
| 27   | ↘15  |